# Женская сборная Греции по баскетболу
Женская сборная Греции по баскетболу — женская сборная команда Греции, представлявшая эту страну на международных баскетбольных соревнованиях. Управляющим органом сборной выступает Федерация баскетбола Греции.

## Результаты

### Олимпийские игры
- 2004 7-е место

### Чемпионат мира
- 2010 11-е место
- 2018 11-е место

### Чемпионат Европы
- 2001 10-е место
- 2003 9-е место
- 2005 10-е место
- 2007 13-е место
- 2009 5-е место
- 2011 13-е место
- 2015 10-е место
- 2017 4-е место
- 2021 16-е место
- 2023 11-е место
- 2025 11-е место

### Средиземноморские игры
- 1991  3-е место
- 1993 6-е место
- 1997 4-е место
- 2001 6-е место
- 2005 4-е место
- 2009 4-е место